# Prix Confucius de la Paix
Le prix Confucius de la Paix (chinois : 孔子和平獎 ; pinyin : Kǒng Zǐ Hépíngjiǎng) est créé par le « Centre chinois d'études internationales pour la paix » en république populaire de Chine à la suite de la proposition de l'homme d'affaires Liu Zhiqin le 17 novembre 2010. Les membres du comité ont cependant précisé que le projet était à l'étude depuis un certain moment. Le président du comité a ajouté que le prix avait été créé afin de « promouvoir la paix dans le monde du point de vue de l'Orient », et plus précisément de celui de Confucianisme. Il a été révoqué par le ministère de la Culture (en) chinois le 29 septembre 2011.

## Histoire
D'après le New York Times, Liu Zhiqin, un banquier chinois, fut à l'origine du projet. Il publia son projet dans le Global Times.
Le président du comité précisa que le projet fut financé pour des raisons politiques : chaque lauréat bien que recevant un prix pour la paix, dessert avant tout les intérêts de la Chine populaire. Il ajouta que l'association responsable du projet n'était pas gouvernementale, bien qu'ayant travaillé avec le ministère de la Culture chinois.
Le jury était composé d’un colonel de l’armée populaire de libération, d’un journaliste du Quotidien du peuple et d’un responsable de l’école du parti communiste chinois et il disposait d'un prix doté d’une récompense de 100 000 yuans (11 000 euros).
Le 29 septembre 2011, le comité organisateur du Prix a été révoqué à la suite d'une « violation des règlements ». Néanmoins, un nouveau prix est attribué à Vladimir Poutine en 2011. Il a été révoqué par le ministère de la Culture chinois le 29 septembre 2011 et son organisation se fait depuis à Hong Kong. 
En 2015, le prix est accompagné d'une somme de 500 000 yuans (69 000 euros).
En 2018 le comité d'attribution du prix a été dissous.

## Lauréats
| Date | Lauréat(s)                                                       | Nationalité    |
| ---- | ---------------------------------------------------------------- | -------------- |
| 2017 | Hun Sen (ហ៊ុន សែន)                                                  | Cambodge       |
| 2016 | Shen Liangliang (申亮亮), Yang Shupeng (杨树朋) et Li Lei (李磊) | Chine          |
| 2015 | Robert Mugabe                                                    | Zimbabwe       |
| 2014 | Fidel Castro                                                     | Cuba           |
| 2013 | Yi Cheng                                                         | Chine          |
| 2012 | Kofi Annan et Yuan Longping                                      | Ghana et Chine |
| 2011 | Vladimir Poutine                                                 | Russie         |
| 2010 | Lien Chan                                                        | Taïwan         |

## Réactions
Le gagnant de la première édition, Lien Chan, n'a pas participé à la cérémonie de remise du prix du 9 décembre 2010.
The Economist a comparé ce prix avec la création du « Prix national allemand des Arts et des Sciences » de l'Allemagne nazie après que celle-ci a interdit à Carl von Ossietzky d'accepter son prix Nobel en 1935. Le journal prend également l'exemple de l'Union soviétique qui a empêché Andrei Sakharov d'accepter son prix Nobel de la paix de 1975, ce dernier État ayant également créé le prix Staline pour la Paix, devenu ensuite le prix Lénine pour la paix.